# Триглав филм
Триглав Филм је филмска компанија у СФР Југославији - Словенији основана 1946. године. Представља једну од најстаријих филмских компанија у бившој Југославији. Од 1948. године произвела је преко 100 документарних и 13 играних филмова. Седиште је имала у љубљанској општини Трново. Студио је био, за време комунизма, у данашњој језуитској цркви Св. Јожефа.
Фирма је банкротирала 1966. када ју је преузела словеначка филмографска компанија Виба филм. 2001. Триглав филм је поново отворен, са седиштем у Родици код Домжала. 

## Продукција филмова
- 1948 - На своји земљи
- 1951 - Кекец
- 1951 - Трст
- 1953 - Весна
- 1953 - Јара господа - Скоројевићи
- 1958 - Добро морје - Добро море
- 1959 - Tri četrtine Sonca - Три четвртине Сунца
- 1960 - Акција
- 1960 - X-25 јавља
- 1960 - Веселица
- 1961 - Плес на киши
- 1961 - Балада о тробенти ин облаку - Балада о труби и облаку
- 1962 - Наш авто - Наша кола